# 朝鮮の農業
朝鮮の農業（ちょうせんののうぎょう）について述べる。
朝鮮半島北部では畑作、南部では水田が多い。なお、朝鮮語では「田」という漢字は日本語の「畑」を意味する。「水田」を表すために朝鮮で独自に「畓」（답、タプ）という漢字が作られた（韓国における漢字#新製の文字）。なお、日本語の「畑」という漢字は日本で独自に作った国字である。朝鮮では稲作は、長い間、主に陸稲や水稲の直播栽培が行われ、田植えが広まったのは、李氏朝鮮後期になってからである。

## 歴史

### 古代
朝鮮では、櫛目文土器時代中期（紀元前3500年から紀元前2000年頃）に雑穀などの小規模な栽培が始まったと見られる。無文土器時代（紀元前850年から紀元前550年頃）には南朝鮮で大規模な水田も作られた。稲の伝来経路については、北方から大陸を伝わって来たという説、山東半島から朝鮮半島中部に伝わったという説、中国江南から南海岸地方に伝来したという説の3説がある。

### 中世
土地制度としては、新羅では、食邑、禄邑があった。高麗では、田柴科が制定されたが、後期には荘園が広がった。李氏朝鮮では、科田法、職田法が行われた。税制では、大同法、均役法が行われた。
高麗までは、耕作地の地力を回復させるために定期的に耕作したり休ませたりを繰り返す休閑農法（휴한농법）が普通だったが、李氏朝鮮になって農業技術の進歩により、休まずに連作（이어짓기）するようになった。休まず毎年耕作している耕地を正田（정전）、耕作したり休んだりを繰り返している耕地を続田（속전）、耕作を放棄した所を陳田（진전）といった。

### 近世
文禄・慶長の役の頃に日本からトウガラシやタバコが伝わった。1764年には、第11回朝鮮通信使の趙曮が、対馬からサツマイモを持ち帰り、救荒植物として朝鮮でも栽培されるようになった。朝鮮語でサツマイモを意味する「コグマ（고구마）」は、「孝行芋」の対馬方言「コーコイモ」、「コーコモ」、対馬北部方言の「コグマ」が伝わったものである。
李氏朝鮮後期には、三政の紊乱により、農民が苦しめられ、李氏朝鮮後期の農民反乱が多発した。

### 近代
1906年に、韓国統監府が水原に朝鮮初の農業試験場である勧業模範場（권업모범장）を設けた。日本統治時代の朝鮮では、土地調査事業により土地制度が近代化された。また産米増殖計画により、水利施設の建設、品種改良、化学肥料の導入、など農業の近代化が進められ、収穫高が大きく増加した。

## 現況

### 朝鮮民主主義人民共和国
非科学的な主体農法が推し進められた結果、農業は大きな打撃を受け、飢餓が発生し、食糧援助を受けるようになった（朝鮮民主主義人民共和国の経済史）。

### 大韓民国
農業協同組合 (韓国)がある。専業農家の比率が高い。兼業しようにも、韓国の農村には兼業の機会がないためである。農家の高齢化が進み、負債の増加も問題になっている。国民1人当りの米の消費量は、1970年の136.4kgから2002年には87.0kgまで減少している。また、韓国での口蹄疫の流行 2010年11月からが発生している。日本との間では、日本製イチゴ新品種の無断栽培問題が発生している。